# NGC 3616
NGC 3616 é uma estrela dupla na direção da constelação de Leo. O objeto foi descoberto pelo astrônomo William Herschel em 1784, usando um telescópio refletor com abertura de 18,6 polegadas.